# Сила (ТВ серија)
Сила (тур. Sıla) турска је телевизијска серија, снимана од 2006. до 2008.
У Србији је 2013. и 2014. емитована на телевизији Пинк.

## Синопсис
Сила је прелепа млада богаташица, која је игром судбине као трогодишњакиња истргнута из наручја праве мајке и продата угледној породици из Истанбула. Иако потиче из руралне средине у којој влада обичајно право, Сила је одгајана у духу модерног света. Убеђена је да су јој прави родитељи мртви, све док се њен биолошки отац Џелил и брат Азад не појаве пред њом, недуго пре њеног осамнаестог рођендана. Говоре јој да је њена права мајка на самрти и да жели да је види последњи пут. Девојка креће са њима у свој завичај, несвесна да ће јој то путовање заувек променити живот.
Сила је у ствари доведена у родни крај да би се удала за Боран-агу, старешину племена Генџо, како би се спречило проливање крви и испоштовао обичај размене невеста. Наиме, њен брат Азад побегао је са Нарин, агином сестром, а једини начин да њих двоје не буду убијени јесте да Азадови родитељи удају једну од својих кћери за Борана. Упркос томе што још воли покојну супругу Језду и пати за њом, ага пристаје да се покори ужасном обичају како би спасао сестрин живот.
Срећна што је упознала своју праву породицу, Сила креће на братово венчање, несвесна да ће се, под претњом смрћу, и сама удати за човека кога не познаје. Када људи који су је усвојили сазнају за страшну судбину која је задесила њихову мезимицу, обећавају јој да ће доћи по њу, али гину у саобраћајној несрећи. Присиљена да због своје бунтовне нарави живи као заточеница, млада богаташица уз помоћ дечка из Истанбула свакодневно кује планове за бег из руралне средине, дубоко разочарана у своје најближе који су је жртвовали обичајима. Међутим, не схвата да се лагано заљубљује у доброг Боран-агу, који је, упркос томе што има право да је учини својом, поштује и не присиљава ни на шта. Када са братом и снајом успе да побегне у Истанбул, где је наследила огромно богатство и једну од најутицајнијих турских компанија, Сила ће изазвати Боранов гнев, проткан дубоком тугом јер га је издала. Ага креће у велики град да убије своју супругу, али схвата да је љубав ипак јача од вековима старих обичаја...

## Ликови
- Сила (Џансу Дере) - Весела девојка која живи у Истанбулу, док по њу не дођу биолошки отац и брат. Да би спасила живот брату и његовој вереници, Сила се под присилом удаје за Боран-агу, старешину племена Генџо. Заробљена у новом дому, мора да се привикне на застареле обичаје који тамо владају и по којима је жена власништво свог супруга. Ипак, уз помоћ бившег дечка из Истанбула планира бег, несвесна да се у ствари заљубљује у Борана.

- Боран (Мехмет Акиф Алакурт) - Упркос притиску племена, Боран-ага заступа либералне идеје. Труди се да пронађе равнотежу између ужасних обичаја и идеја модерног света. Био је ожењен Јездом коју је неизмерно волео и која се убила јер није могла да му роди дете, па је племе желело да он ожени другу жену. Бреме туге због смрти вољене жене нестаће када згодни ага схвати да је лепа Сила освојила његово срце.

- Емре (Картал Балабан) - Некадашњи Силин дечко, који ће учинити све да јој помогне да побегне од Борана и врати се у Истанбул. Он је у почетку њена највећа подршка и једина особа којој верује. Међутим, Емре ће се разочарати када му бивша љубав каже да међу њима не може да постоји ништа више од пријатељства, јер се заљубила у свог супруга. Урадиће све да раздвоји Силу и Борана, али му то неће тако лако поћи за руком.

- Нарин (Бонџук Јилмаз) - Нарин је Боранова сестра која са Силиним братом Азадом бежи од куће, због чега јој живот виси о концу. Добра је и поштена, изузетно цени свог брата и никоме не жели зло. Иако Азада воли више од свега, љубав ће се наћи пред великим искушењима - прво када изгуби дете које је чекала, а потом и када напусти родни крај и са Силом и Азадом побегне у Истанбул.

- Азад (Џемал Токташ) - Иако се у почетку чини да је бездушан, јер под претњом пиштољем тера сестру да се уда за човека којег не познаје, Азад је у ствари добар младић. Чистог је срца и спреман је на све како би одбранио љубав коју осећа према агиној сестри Нарин. Сања о бољем животу, али када са Силом побегне у Истанбул, схватиће да у великом граду нема места за њега, те да је погрешио када је убедио Нарин да побегну из родног краја.

- Џихан (Деврим Салтоулу) - Боранов брат који је увек био љубоморан на агу, јер би он био на том положају да се Боран није родио. Непрестано се труди да га деградира у племену, покушава да му саботира посао у Истанбулу и чини све да племе у њему препозна новог агу. Када Сила побегне у Истанбул, заложиће се за то да је управо Боран убије, знајући да ће га тај обичај највише повредити.

- Џелил (Мендерес Саманчилар) - Силин отац који сматра да обичаји морају да се поштују. Ипак, биће растрзан између обичаја и љубави према кћерки, када племе одлучи да управо он мора да јој одузме живот након што она побегне у Истанбул. Мада се у почетку чини да је Џелил безобзирни тиранин, испоставља се да је он у ствари врло осећајан човек, заробљен у оковима обичаја, који га спутавају.

## Улоге
| Глумац:              | Улога:            |
| -------------------- | ----------------- |
| Џансу Дере           | Сила Сонмез Генџо |
| Мехмет Акиф Алакурт  | Боран-ага Генџо   |
| Зејнеп Еронат        | Бедар Сонмез      |
| Мендерес Саманџилар  | Џелил Сонмез      |
| Фатош Тез            | Кевсер Генџо      |
| Картал Балабан       | Емре              |
| Тајанч Ајајдин       | Абај              |
| Деврим Салтоглу      | Џихан Генџо       |
| Цемал Токташ         | Азад Сонмез       |
| Бонџук Јилмаз        | Нарин Сонмез      |
| Џелил Налчакан       | Дилавер Генџо     |
| Мухамед Џангорен     | Зинар Генџо       |
| Синем Јарук          | Ајше              |
| Зејнеп Анил Татдиран | Дилан Сонмез      |
| Гокче Јанардаг       | Есма Оздемир      |
| Сермијан Мидјат      | Берзан-ага        |
| Ипек Танријар        | Зејнеп            |
| Есра Акисарли        | Зелиха            |